# Lithuanian Juniors 2013
Das Lithuanian Juniors 2013 als bedeutendstes internationales Nachwuchsturnier von Litauen im Badminton fand vom 13. bis zum 15. September 2013 in Kaunas statt.

## Sieger und Platzierte
| Disziplin    | Gold                                | Silber                                 | Bronze                              |
| ------------ | ----------------------------------- | -------------------------------------- | ----------------------------------- |
| Herreneinzel | Alex Vlaar                          | Wolfgang Gnedt                         | Alexandr Kozyrev                    |
| Herreneinzel | Alex Vlaar                          | Wolfgang Gnedt                         | Rodion Alimov                       |
| Dameneinzel  | Elin Svensson                       | Alina Davletova                        | Annmarie Oksa                       |
| Dameneinzel  | Elin Svensson                       | Alina Davletova                        | Ebba Strid                          |
| Herrendoppel | Rodion Alimov Alexandr Kozyrev      | Piotr Wasiluk Dominik Ziętek           | Wolfgang Gnedt Christoph Syrch      |
| Herrendoppel | Rodion Alimov Alexandr Kozyrev      | Piotr Wasiluk Dominik Ziętek           | Alex Vlaar Ruben Wijnands           |
| Damendoppel  | Kati-Kreet Marran Sale-Liis Teesalu | Rebeka Alekseviciute Gabija Narvilaite | Kristin Kuuba Helina Rüütel         |
| Damendoppel  | Kati-Kreet Marran Sale-Liis Teesalu | Rebeka Alekseviciute Gabija Narvilaite | Hanna Karkaus Anna Paavola          |
| Mixed        | Rodion Alimov Alina Davletova       | Mihkel Laanes Kristin Kuuba            | Morgan Lidman Ebba Strid            |
| Mixed        | Rodion Alimov Alina Davletova       | Mihkel Laanes Kristin Kuuba            | Artem Grazhdankin Veronika Butovich |